# خافيير كاسترو (لاعب كرة قدم)
خافيير كاسترو (بالإسبانية: Javier Castro)‏ هو لاعب كرة قدم إسباني، ولد في 13 سبتمبر 2000 في مدريد في إسبانيا. لعب مع نادي ألكوركون.

## وصلات خارجية
- خافيير كاسترو على موقع قاعدة بيانات كرة القدم.إي يو (الإنجليزية)
- خافيير كاسترو على موقع Soccerway.com (الإنجليزية)